# Villa San Pietro
Villa San Pietro – miejscowość i gmina we Włoszech, w regionie Sardynia, w prowincji Cagliari.
Według danych na rok 2004 gminę zamieszkiwało 1779 osób, 45,6 os./km². Graniczy z Assemini, Pula, Santadi, i Sarroch.